# ファニタ・ハンセン
ファニタ・ハンセン（Juanita Hansen, 1895年3月3日 - 1961年9月26日）は、アメリカ合衆国の女優である。ワーネッタ・ハンソン（Wahnetta Hanson）ともクレジットされた。「ザ・クイーン・オヴ・スリルズ」（The Queen of Thrills, 「スリルの女王」の意）の異名を持つ。

## 人物・来歴
1895年（明治28年）3月3日、アイオワ州デモインに生まれる。
満19歳を迎える1914年（大正3年）、 The Patchwork Girl of Oz,  The Magic Cloak といった『オズの魔法使い』の原作者ライマン・フランク・ボームが製作に携わったオズ・フイルム・カンパニーの作品に出演しているのが、もっとも古い映画への出演記録である。1915年（大正4年）ころにはD・W・グリフィスの監督する映画に参加し、同年、アラン・ドワン監督の The Love Route に出演している。キーストン・スタジオに入社し、マック・セネットの一連の「ベイジング・ビューティ」映画に出演する。
スラップスティック・コメディよりも、もっと演劇性の高い映画を求めて、1918年（大正7年）には同社を離れ、ユニヴァーサル・フィルム・マニュファクチュアリング・カンパニー（現在のユニバーサル・ピクチャーズ）へ移籍する。同社が1916年（大正5年）に設立した子会社・ブルーバード映画で、ドロシー・フィリップス主演、アイダ・メイ・パーク監督の『罪の報ひ』や、フランクリン・ファーナム主演、リン・F・レイノルズ監督の『錦繍の楔』、おなじくファーナム主演、ジョセフ・ド・グラス監督の『靈の導き』に出演、コリン・キャンベル監督の The Sea Flower に主演し、主演作以外はいずれも日本でも公開された。ユニヴァーサルのシリアル・フィルムに出演した後、セリグ・ポリスコープ・カンパニーやワーナー・ブラザース、パテ等のシリアルに出演し、当時の金額で週給1,500ドルを稼ぐスターとなるが、毎夜のパーティ、度重なる運転速度違反での検挙の挙げ句、コカインに手を染め、中毒患者となる。1921年（大正10年）の『黄色の腕』以降はほぼ仕事がなくなってしまう。
1928年（昭和3年）、ニューヨークのブロードウェイで上演された笑劇 The High Hatters に役を得る。が、再び麻薬に手を染めることになる。度重なる麻薬中毒とその淵からの復活を繰り返すが、1934年（昭和9年）以降の映画の出演作はない。最後には鉄道の窓口に職を得るに至った。
1961年（昭和36年）9月26日、カリフォルニア州ロサンゼルス郡ウェスト・ハリウッドで心臓疾患のため死去した。満66歳没。同州カルヴァー・シティにあるホーリー・クロス墓地に眠る。

## フィルモグラフィ

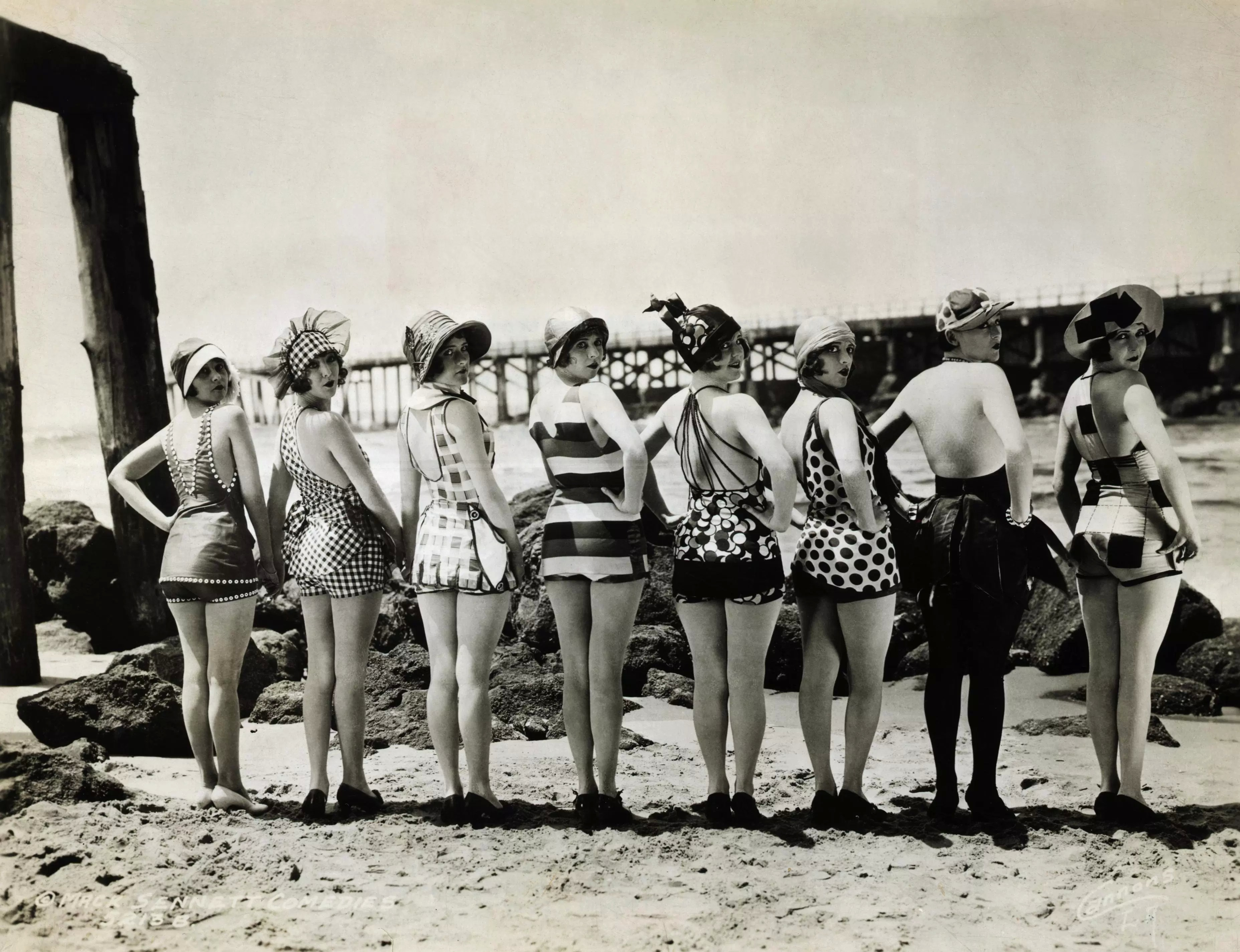
「ベイジング・ビューティ」。

すべて出演作である。

### 1910年代

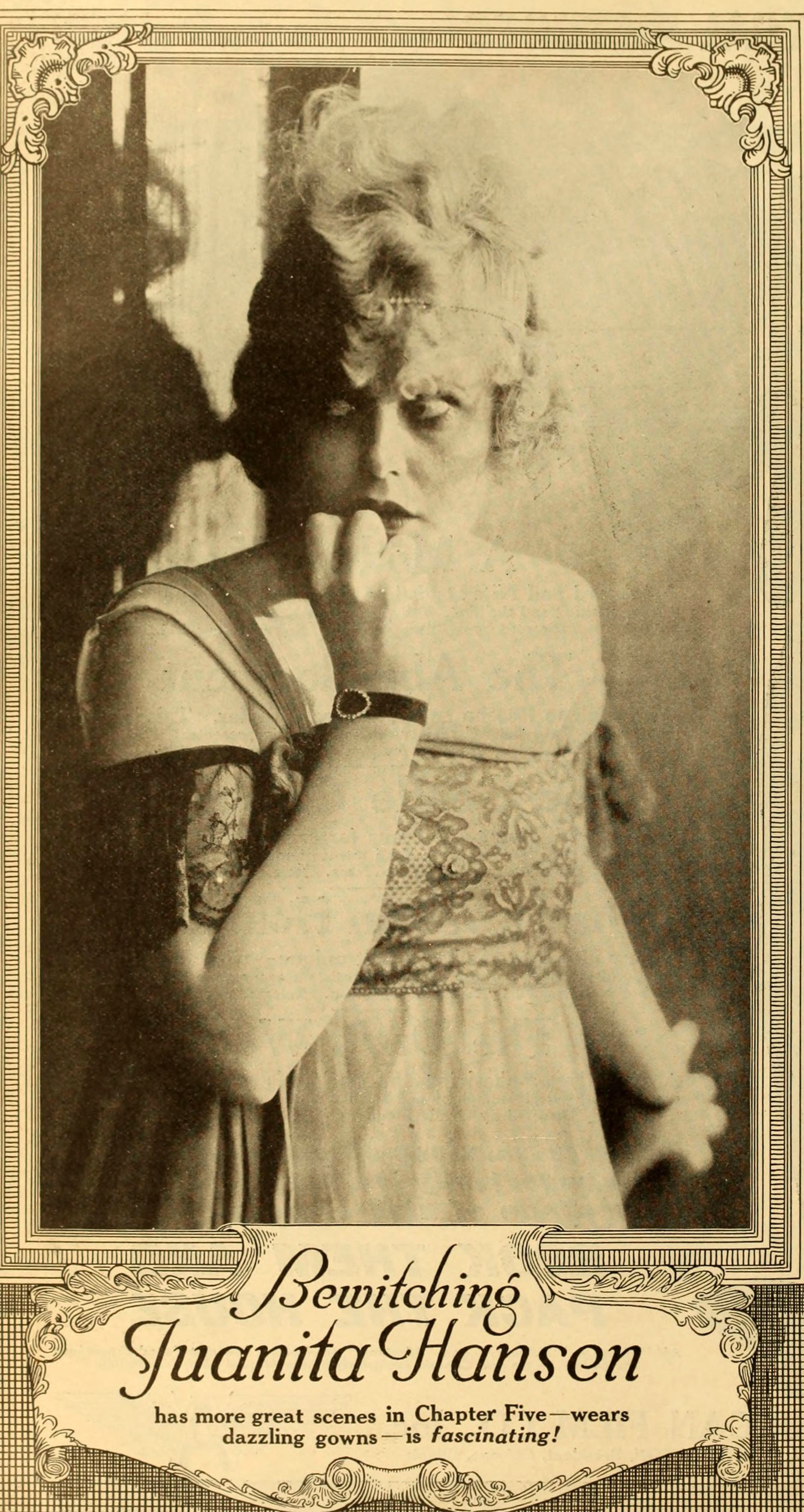
The Secret of the Submarine (1916)

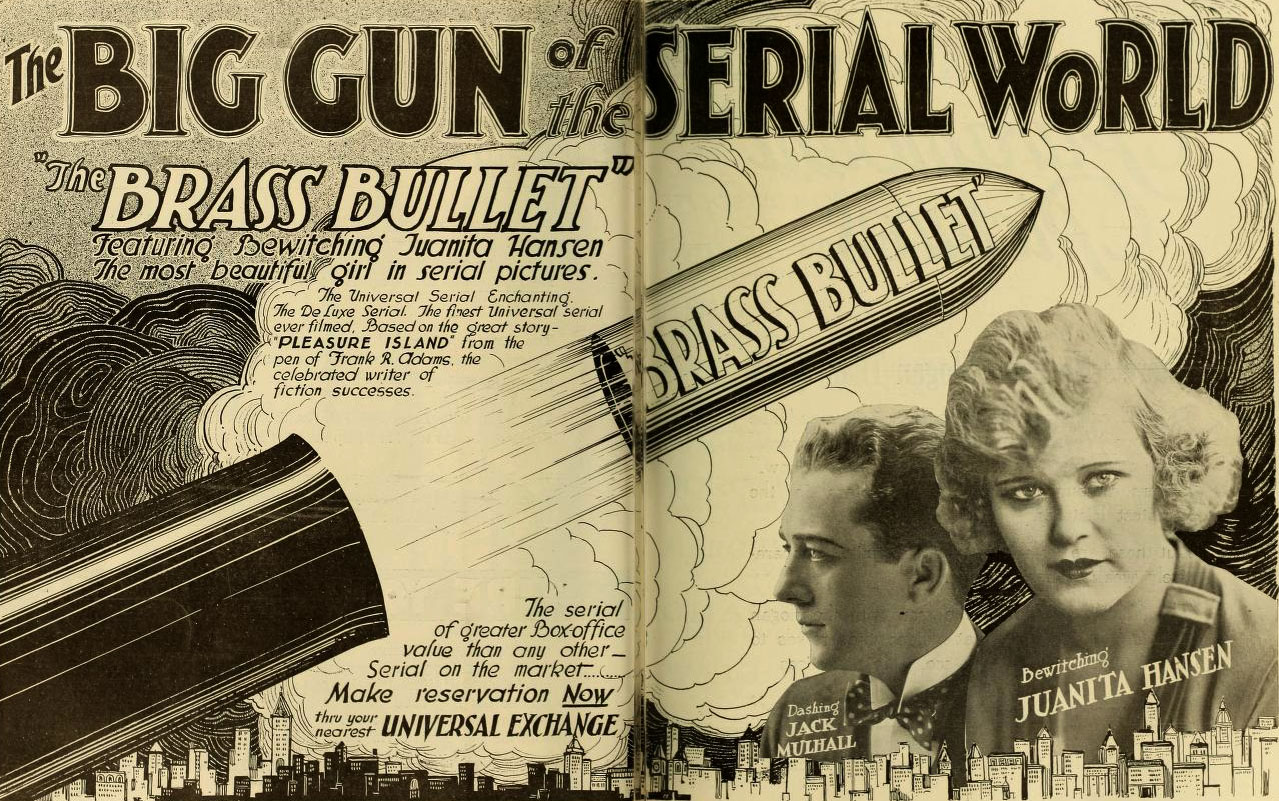
The Brass Bullet : 監督ベン・F・ウィルソン、1918年

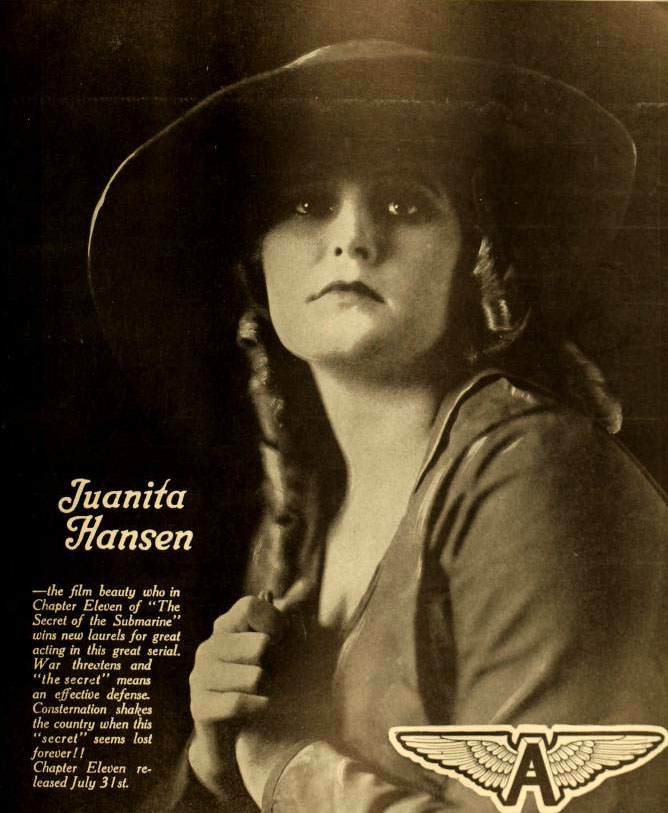
広告 (1916)

- The Patchwork Girl of Oz : 監督J・ファーレル・マクドナルド、1914年 - ノンクレジット出演・役 Bell Ringer
- The Magic Cloak : 監督J・ファーレル・マクドナルド、1914年 - 出演・役 Queen Zixi of Ix
- The Love Route : 監督アラン・ドワン、1915年 - 出演・役 Lilly Belle
- The Absentee : 監督クリスティ・キャバンヌ、1915年 - 「ワーネッタ・ハンソン」名義・出演・役 Genevieve Rhodes/Vanity
- Betty in Search of a Thrill : 監督フィリップス・スモーリー / ロイス・ウェバー、1915年 - 出演・役 June Hastings
- 『潜航艇の秘密』 The Secret of the Submarine : 監督ジョージ・L・サージェント、1915年 - 主演・役 Cleo Burke
- The Failure : 監督クリスティ・キャバンヌ、1915年 - 「ワーネッタ・ハンソン」名義・出演・役 Ruth Shipman
- The Root of All Evil : 監督不明、主演スポッティスウッド・エイケン、1915年
- Martyrs of the Alamo : 監督クリスティ・キャバンヌ、1915年 - 出演・役 Old Soldier's Daughter
- 『黒眼と青』 Black Eyes and Blue : 監督ロバート・P・カー、1916年
- His Pride and Shame : 監督チャーリー・チェイス / フォード・スターリング、1916年
- The Finishing Touch : 監督ジョージ・コクレン、1916年 - 主演
- The Mediator : 監督オーティス・ターナー、1916年 - 出演・役 Maggie
- A Noble Fraud : 監督ハリー・ウィリアムズ、1917年 - 主演
- Glory : 監督フランシス・J・グランドン / バートン・キング、1917年 - 主演・役 Glory
- When Hearts Collide : 監督不明、主演ビリー・アームストロング、1917年
- Her Nature Dance : 監督ウィリアム・キャンベル、1917年
- A Royal Rogue : 監督フェリス・ハートマン / ロバート・P・カー、1917年 - 出演・役 Daughter
- Cactus Nell : 監督フレッド・ハイバード、1917年
- Dangers of a Bride : 監督クラレンス・G・バッジャー / フェリス・ハートマン、1917年
- 『機械人形』 A Clever Dummy : 監督フェリス・ハートマン / ロバート・P・カー、1917年 - 出演・役 A leading lady
- 『誰れの子だ?』 Whose Baby? : 監督クラレンス・G・バッジャー、1917年
- A Prairie Heiress : 監督不明、1917年
- His Busy Day : 監督不明、1917年
- 『罪の報ひ』 Broadway Love : 監督アイダ・メイ・パーク、主演ドロシー・フィリップス、1918年 - 出演・役 Cherry Blow
- 『錦繍の楔』 Fast Company : 監督リン・F・レイノルズ、主演フランクリン・ファーナム、1918年 - 出演・役 Alicia Vanderveldt
- The Risky Road : 監督アイダ・メイ・パーク、主演ドロシー・フィリップス、1918年 - 出演・役 Lottie Bangor
- The Mating of Marcella : 監督ロイ・ウィリアム・ニール、1918年 - 出演・役 Lois Underwood
- The Brass Bullet : 監督ベン・F・ウィルソン、1918年 - 主演・役 Rosalind Joy
- 『靈の導き』 The Rough Lover : 監督ジョセフ・ド・グラス、主演フランクリン・ファーナム、1918年 - 出演・役 Helen
- The Sea Flower : 監督コリン・キャンベル、1918年 - 出演・役 Lurline
- Breezy Jim : 監督ロリマー・ジョンストン、1919年 - 主演・役 Patricia Wentworth
- 『戦争ごっこ』 Yankee Doodle in Berlin : 監督F・リチャード・ジョーンズ、1919年
- 『夜半ローマンス』 A Midnight Romance : 監督ロイス・ウェバー、1919年 - 出演・役 Blondie Mazie
- 『愛児の為に』（別題『唱女の夫』） The Poppy Girl's Husband : 監督ウィリアム・S・ハート / ランバート・ヒルヤー、1919年 - 出演・役 Polly Dutton, the PoppyGirl
- Devil McCare : 監督ロリマー・ジョンストン、1919年 - 出演・役 Mary Archer
- Taking Things Easy : 監督ハリー・エドワーズ（英語版）、1919年
- 『冒険騎手』 Rough-Riding Romance : 監督アーサー・ロッスン、1919年 - 出演・役 The Princess
- 『ロムバルジー』 Lombardi, Ltd. : 監督ジャック・コンウェイ、1919年 - 出演・役 Phyllis Manning

### 1920年代
- 『無人の都』 The Lost City : 監督E・A・マーティン、1920年 - 出演・役 Princess Elyata of Tarik
- 『怪敵』 The Phantom Foe : 監督バードラム・ミルハウザー、1920年 - 出演・役 Janet Dale
- The Jungle Princess : 監督E・A・マーティン、1920年 - 主演・役 Zoolah aka Princess Elyata of Tarik
- The Red Snow : 監督不明、1921年
- 『黄色の腕』 The Yellow Arm : 監督バードラム・ミルハウザー、1921年 - 主演・役 Suzanne Valette
- 『不滅の情火』 The Eternal Flame : 監督フランク・ロイド、1922年
- The Broadway Madonna : 監督ハリー・レヴィアー、1922年 - 出演・役 Gloria Thomas
- Girl from the West : 監督ウォーレス・マクドナルド 、1923年

### 1930年代
- Sensation Hunters : 監督チャールズ・ヴィダー、1933年 - 出演・役 Trixie Snell

## 関連事項
- キーストン・スタジオ （en:Keystone Studios）
- ウェスト・ハリウッド (カリフォルニア州)
- シリアル・フィルム （en:serial film）
- セリグ・ポリスコープ・カンパニー （en:Selig Polyscope Company）
- カルヴァー・シティ（en:Culver City, California）
- 聖十字墓地 (カルヴァー・シティ) （en:Holy Cross Cemetery, Culver City）

## 註
1. 1 2 3 4 5 6 7 8 9 10 11 12 13 14 15  Juanita Hansen, Internet Movie Database （英語）, 2010年5月27日閲覧。
2. ↑  『ブルーバード映画の記録』 : 製作・著・発行山中十志雄・塚田嘉信、1984年4月、p.60-63.
3. ↑  Juanita Hansen, Internet Broadway Database （英語）, 2010年5月27日閲覧。
4. ↑  Juanita Hansen, Find A Grave （英語）, 2010年5月27日閲覧。